# Pennahia macrocephalus
Pennahia macrocephalus és una espècie de peix de la família dels esciènids i de l'ordre dels perciformes present des de Taiwan fins al sud de la Xina, Sarawak, l'extrem oriental de la península de Malaca i el sud de l'illa de Java.
És un peix marí, de clima tropical i demersal que viu fins als 100 m de fondària.
Els mascles poden assolir 23 cm de longitud total.
Menja invertebrats petits i peixos.
És inofensiu per als humans.